# Per Fahlström
Per Anders Herman H:son Fahlström, född 24 september 1922 i Vänersborgs församling, Älvsborgs län, död 4 augusti 2005 i Åkersberga, Österåker-Östra Ryds församling, Stockholms län, var en svensk ingenjör. 
Fahlström, som var son till rektor Henning Fahlström och Elma Hansson, avlade studentexamen i Helsingborg 1940 och utexaminerades från Kungliga Tekniska högskolan i Stockholm 1945. Han blev ingenjör vid Ställbergs Grufve AB i Ludvika 1945, Stripa Gruv AB i Guldsmedshyttan 1947, vid Boliden AB 1952 och var överingenjör där från 1957. Han var ledamot av kyrkofullmäktige och kyrkoråd från 1964 och av stadsfullmäktige i Skellefteå stad från 1967. Han författade skrifter rörande mineralberedning. Han invaldes som ledamot av Kungliga Ingenjörsvetenskapsakademien 1975.